# Franz Kadell
Franz-Anton Kadell (* 1951 in Bad Bentheim) ist ein deutscher Journalist.

## Leben
Franz Kadell studierte Geschichte, Germanistik und Philosophie in Heidelberg und Münster. Er wurde während seines Studiums Mitglied der Münchener Burschenschaft Cimbria und der Münsterer Burschenschaft Franconia. In Münster kandidierte er 1979 für den Ring Freiheitlicher Studenten zu den Studentenparlamentswahlen zum Wintersemester 1979/1980.
1980 wurde Kadell in Münster zum Thema Die Hugenotten in Hessen-Kassel zum Dr. phil. promoviert. Darauf folgten Volontariat und Redakteurstätigkeit beim Münchner Merkur. Zusätzlich schrieb er Artikel für die Burschenschaftlichen Blätter und war langjähriger Redakteur der Zeitschrift Student, einer Studentenzeitschrift, welche von Dietrich Heither als rechtsextrem eingestuft wurde.
1983 zog Kadell in die USA um. Von 1984 bis 1985 war er Dozent an der Georgetown-Universität in Washington, D.C. In Washington lernte er seine spätere erste Ehefrau, die afroamerikanische Sopranistin Joyce Kadell kennen, die ihm nach Deutschland, erst nach Bonn und dann nach Sachsen-Anhalt, folgte.
Nach seiner Rückkehr aus den USA 1986 arbeitete Kadell in Bonn bis 1991 als außenpolitischer Redakteur für Die Welt. 1991 wechselte er als Ressortleiter Nachrichten zur Mitteldeutschen Zeitung (Halle), 1994 als Ressortleiter Politik zur Leipziger Volkszeitung. Noch im selben Jahr wurde er stellvertretender Chefredakteur bei der Volksstimme in Magdeburg. 1999 ging er als Chefredakteur zur Märkischen Oderzeitung (Frankfurt/Oder) und kehrte 2001 in dieser Funktion zur Volksstimme nach Magdeburg zurück. Von Mai 2011 bis April 2013 war er Regierungssprecher des Landes Sachsen-Anhalt. Danach nahm er einen Lehrauftrag an der Universität Magdeburg an.
Kadell spielt Saxophon und Klarinette und ist seit 2014 Bandleader der Formation Saxlust.  Er lebt mit seiner zweiten Ehefrau Dana in Magdeburg und in Teutschenthal bei Halle (Saale).

## Werke
- Die Hugenotten in Hessen-Kassel. Inaugural-Dissertation zur Erlangung des Doktorgrades der Philosophischen Fakultät der Westfälischen Wilhelms-Universität zu Münster (Westf.). (= Quellen und Forschungen zu hessischen Geschichte. 40). Historische Kommission für Hessen, Marburg/Lahn 1980.
- Die Katyn Lüge. Geschichte einer Manipulation. Fakten, Dokumente und Zeugen. F. A. Herbig Verlagsbuchhandlung, München 1991, ISBN 3-7766-1676-8.
- mit Ernst-Günther Wöhler: Täglicher Ratgeber und Leseranwalt. In: ABC des Journalismus. Ein Handbuch. UVK Verlagsgesellschaft, Konstanz 1994, ISBN 3-89669-419-7.
- Kłamstwo Katyńskie. Historia Pewnej Manipulacji. Wydawnictwo Dolnośląskie, Wrocław 2008, ISBN 978-83-245-8645-5.
- Die Veränderung als Dauerprozess. Vom Zeitungsmachen im Osten. In: Sachsen-Anhalt – Ein Land findet sich. Eine Festschrift zu Ehren von Wolfgang Böhmer. Konrad-Adenauer-Stiftung, Berlin 2011, ISBN 978-3-89812-795-0.
- Katyn – Das zweifache Trauma der Polen. Herbig Verlag, München 2011, ISBN 978-3-7766-2660-5.
- Katyń. Woczach Zachodu. Literatura Faktu PWN, Warszawa 2012, ISBN 978-83-01-16935-0.
- Blicke auf das Alltagsleben Martin Luthers und seiner Zeit. In: Investitions- und Marketinggesellschaft Sachsen-Anhalt in Zusammenarbeit mit der Martin-Luther-Universität Halle-Wittenberg und der Otto-von-Guericke-Universität Magdeburg (Hrsg.): Lutherland Sachsen-Anhalt. Halle (Saale) 2015, ISBN 978-3-95462-475-1, S. 108–147. Im selben Band: Kunst, Kitsch, Kurioses: Wo und wie wir überall dem Reformator begegnen. S. 328–378.